# 曹恩智
曹恩智（1981年2月10日—），韓國女演員、電影導演、編劇。

## 演出作品

### 電視劇
- 2003年：MBC《我的麻煩男友》飾演 徐景宣
- 2004年：KBS《比花還美》飾演 季仁
- 2004年：SBS《巴黎戀人》飾演 李良美
- 2005年：KBS《18．29》飾演 劉海媛
- 2007年：MBC《9局下半2出局》飾演 金春熙
- 2010年：MBC《個人取向》飾演 李永善
- 2014年：TV朝鮮《最佳婚姻》飾演 朴仙女
- 2015年：tvN《一起吃飯吧2》飾演 洪仁雅
- 2015年：JTBC《為純情著迷》飾演 羅玉璇
- 2015年：KBS《Oh My Venus》飾演 賢宇
- 2016年：JTBC《Madame Antoine》飾演 宥善/艾瑪
- 2016年：SBS《戲子》飾演 美術館負責人
- 2021年：JTBC《人間失格》飾演 順圭
- 2023年：ENA《能成為陌生人嗎》飾演 姜翡翠
- 2025年：MBC《勞務師盧武鎮》飾演 服裝店社長

### 電影
- 2000年：《眼淚（朝鲜语：눈물 (영화)）》饰演 兰
- 2002年：《Afrika》饰演 英美
- 2002年：《Who Are U?（朝鲜语：후 아 유 (영화)）》饰演 崔宝英
- 2002年：《奇異三人戀（朝鲜语：철없는 아내와 파란만장한 남편 그리고 태권소녀）》饰演 裴银姬
- 2004年：《維納斯旅館（朝鲜语：호텔 비너스）》饰演 Soda
- 2005年：《那時候的人們（朝鲜语：그때 그사람들）》饰演 曹氏
- 2005年：《百萬煮夫大作戰（朝鲜语：미스터 주부 퀴즈왕）》饰演 美容师（特别出演）
- 2006年：《我的恐怖女友（朝鲜语：달콤, 살벌한 연인）》饰演 白玫瑰
- 2007年：《拜見妻子的情人（朝鲜语：아내의 애인을 만나다）》饰演 素玉
- 2007年：《谋杀快乐》饰演 恩智（友情出演）
- 2008年：《發球線上（朝鲜语：우리 생애 최고의 순간）》饰演 秀姬
- 2009年：《為何來我家（朝鲜语：우리 집에 왜 왔니 (영화)）》饰演 露宿者（特别出演）
- 2009年：《瑜伽學院（朝鲜语：요가학원）》饰演 仁顺
- 2009年：《黃金時代（朝鲜语：황금시대 (2009년 영화)）》饰演 美淑
- 2009年：《飛吧企鵝（朝鲜语：날아라 펭귄）》饰演 美术老师（友情出演）
- 2009年：《女朋友（朝鲜语：걸프렌즈 (2009년 영화)）》饰演 贤珠
- 2009年：《Fish Boy》
- 2010年：《吝嗇羅曼史（朝鲜语：쩨쩨한 로맨스）》饰演 颁奖礼现场女职员
- 2012年：《後宮：帝王之妾》飾演 金玉
- 2012年：《我是殺人犯》飾演 崔江淑
- 2013年：《落跑老爸》饰演 朴善英
- 2014年：《標靶》饰演 朴秀珍
- 2014年：《偷狗的完美方法（朝鲜语：개를 훔치는 완벽한 방법）》饰演 彩朗的母亲（特别出演）
- 2015年：《阳光爱人（朝鲜语：션샤인 러브）》饰演 贞淑
- 2016年：短篇电影《Fangs 송곳니》
- 2017年：《惡女（英语：The Villainess）》饰演 金善
- 2018年：《殺人小說（朝鲜语：살인소설 (2018년 영화)）》饰演 廉智恩
- 2019年：《汽车维修站（朝鲜语：카센타）》飾演 順英
- 2022年：《日與夜（朝鲜语：낮과 달）》饰演 木荷
- 2023年：《对话（朝鲜语：컨버세이션 (2023년 영화)）》饰演 恩英

### MV
- 2009年：HybRefine《Milky Way》
- 2013年：Jung In《直接的話語》（與Tiger JK）

## 導演作品

### 電影
- 2019年：《今天，我們（朝鲜语：오늘, 우리）》導演、編劇
- 2020年：《活死人之夜 (韓國電影)（朝鲜语：죽지않는 인간들의 밤活死人之夜）》劇本潤色
- 2022年：導演、劇本潤色

## 獲獎
- 2008年：第16屆春史電影賞 - 最佳新人女演員（《我人生中最精彩的瞬间》）
- 2013年：第49屆百想藝術大賞 - 電影部門 最佳女配角（《后宫：帝王之妾》）
- 2017年：第16屆Mise-en-scene短篇电影節 評審委員特別獎（《三天兩夜》）
- 2022年：第58屆百想藝術大獎 - 電影部門 最佳新人導演
- 2022年：第12屆美麗的藝術人獎 - 新人電影藝術人獎
- 2022年：第21屆紐約亞洲電影節 - 觀眾獎

## 外部連結
- NAVER （页面存档备份，存于）
- 官方網站
- 曹恩智的X（前Twitter）
- 曹恩智的Instagram帳戶